# Operation Aerial
Schlacht um die Niederlande

Maastricht – Mill – Den Haag – Rotterdam – Zeeland – Grebbeberg – Afsluitdijk – Bombardierung von Rotterdam
Invasion von Luxemburg

Schusterlinie
Schlacht um Belgien

Fort Eben-Emael – K-W-Linie – Dyle-Plan – Hannut – Gembloux – Lys
Schlacht um Frankreich

Ardennen – Sedan – Maginot-Linie – Weygand-Linie – Arras – Boulogne – Calais – Dünkirchen (Dynamo – Wormhout) – Abbeville – Lille – Paula – Fall Rot – Aisne – Westalpen – Cycle – Saumur – Lagarde – Aerial – Fall Braun
Operation Aerial (auch als Operation Ariel bezeichnet) war die Evakuierung der alliierten Streitkräfte und Zivilisten aus den Häfen in Westfrankreich vom 15. bis 25. Juni 1940 während des Zweiten Weltkriegs. Die Evakuierung folgte auf den militärischen Zusammenbruch der Alliierten in der Schlacht um Frankreich gegen das nationalsozialistische Deutsche Reich. Die Operation Dynamo, die Evakuierung aus Dünkirchen, und die Operation Cycle, eine Einschiffung aus Le Havre, endeten am 4. bzw. 13. Juni. Schiffe der Alliierten wurden weiter eingesetzt, um britische, polnische und tschechoslowakische Truppen, Zivilisten und Ausrüstung aus den Atlantikhäfen zu holen, insbesondere aus Saint-Nazaire und Nantes.
Am 17. Juni flog die deutsche Luftwaffe einen Angriff auf Evakuierungsschiffe in der Loire-Mündung. Dabei wurde das als Truppentransporter eingesetzte ex-Cunard-Fahrgastschiff Lancastria, das Tausende Angehörige der Streitkräfte und Zivilisten an Bord hatte, versenkt. Schätzungen sprechen von mindestens 3500 Toten.
Die offizielle Evakuierung endete am 25. Juni in Übereinstimmung mit den Bedingungen des Waffenstillstands vom 22. Juni 1940, den die französische und die deutsche Seite vereinbart hatten. Inoffiziell ging die Evakuierung von den französischen Mittelmeerhäfen aus weiter und endete erst am 14. August. Im Rahmen der Operation Aerial wurden 191.870 alliierte Soldaten nach Großbritannien geholt, sodass die Gesamtzahl der während der Schlacht um Frankreich zurückgekehrten militärischen und zivilen Personen 558.032 betrug, darunter 368.491 britische Soldaten.

## Hintergrund

### Die zweiteBritish Expeditionary Force(BEF)
Nach der Evakuierung aus Dünkirchen erhielt der Kommandeur des 2. Korps der British Expeditionary Force (BEF), General Alan Brooke, am 2. Juni den Befehl, nach Frankreich zurückzukehren, um eine weitere BEF zusammenzustellen. Die Truppe würde aus der 51. (Highland) Infanteriedivision und der 1. Panzerdivision bestehen, die sich bereits in Frankreich befanden, sowie der 52. (Lowland) Infanteriedivision und der 1. kanadischen Infanteriedivision aus Großbritannien, der die 3. Infanteriedivision folgen sollte, sobald sie neu ausgerüstet war. Brooke warnte den Kriegsminister Anthony Eden, dass das Unternehmen sinnlos sei; es handele sich nur um eine politische Geste.
In Frankreich hatte der britische General Philip de Fonblanque noch das Kommando über die Verbindungstruppen der ursprünglichen BEF, und die Generalleutnants Henry Karslake und James Marshall-Cornwall assistierten bei der Führung. Eine Brigadegruppe (die 157th (Highland Light Infantry) Brigade) der 52nd (Lowland) Division brach am 7. Juni nach Frankreich auf, und Brooke folgte fünf Tage später.
Am 13. Juni unternahm die Royal Air Force (RAF) einen Großeinsatz, um den französischen Armeen zu helfen, deren Front an der Marne durchbrochen wurde. Die Wehrmacht war im Westen über die Seine vorgestoßen und die französischen Armeen bei Paris fielen zurück, was die französische 10. Armee an der Kanalküste isolierte. Der deutsche Vormarsch bedrohte die Flugplätze der RAF Advanced Air Striking Force (AASF), die den Befehl erhielt, sich in Richtung Nantes oder Bordeaux zurückzuziehen, während sie das französische Heer so lange unterstützte, wie dieses weiterkämpfte.
Die Franzosen waren zu divergierenden Rückzügen gezwungen, ohne dass eine klare Frontlinie erkennbar war; am 12. Juni hatte General Weygand der französischen Regierung empfohlen, einen Waffenstillstand anzustreben, was zu dem fragwürdigen Plan führte, eine Verteidigungsstellung in der Bretagne zu schaffen.
In der Nacht zum 14. Juni wurde General Brooke darüber informiert, dass er nicht mehr unter französischem Kommando stand und den Rückzug der britischen Streitkräfte aus Frankreich vorzubereiten habe. Marshall-Cornwall wurde befohlen, das Kommando über alle britischen Kräfte der französischen 10. Armee in der Normandie zu übernehmen und sich, während er weiterhin kooperierte, in Richtung Cherbourg zurückzuziehen. Der Rest der 52nd (Lowland) Division wurde zurück in eine Verteidigungslinie bei Cherbourg beordert, um die Evakuierung am 15. Juni zu decken. Die AASF wurde angewiesen, die letzten Bomberstaffeln zurück nach Großbritannien zu schicken und die Jagdstaffeln zur Deckung der Evakuierungen einzusetzen. Der deutsche Vormarsch über die Seine pausierte, während Brücken gebaut wurden, aber der Vormarsch begann im Laufe des Tages wieder, wobei die 157th Infantry Brigade Group bei Conches-en-Ouche mit der 10. Armee kämpfte. Die Armee erhielt den Befehl, sich auf eine Linie von Verneuil nach Argentan und dem Fluss Dives zurückzuziehen, wo die Briten eine 13 km lange Front beiderseits der Straße Mortagne-au-Perche–Verneuil-sur-Avre übernahmen. Die deutschen Truppen folgten schnell und am 16. Juni befahl der Kommandeur der 10. Armee, General Robert Altmayer, den Rückzug der Armee auf die Halbinsel Bretagne.

### Rückzug in die Bretagne und den Südwesten
Schon am 29. Mai hatte der französische Premierminister Paul Reynaud General Weygand empfohlen, einen Waffenstillstand zu erwägen, und ihn gebeten, die Errichtung einer Rückzugsstellung um einen Marinehafen in der Bretagne zu prüfen. Die Idee wurde am 6. Juni durch Befehl von Weygand aufgegriffen, mit den Arbeiten an einer Bastion unter dem Kommando von General René Altmayer zu beginnen.
Nachdem die deutschen Truppen die Seine überschritten hatten, wurde die Bretagne zum Sammelpunkt britischer und anderer alliierter Verbände: Die abgeschnittene 51st (Highland) Division sollte nach Rennes in der Bretagne verlegen, die 157th Infantry Brigade wurde nach Le Mans beordert; der Rest der Division sollte folgen. Die 1. kanadische Infanteriebrigade der 1. kanadischen Infanteriedivision kam am 11. Juni in Brest an und wurde nach Sablé-sur-Sarthe geschickt, in der Annahme, dass zwei frische Divisionen ausreichen würden, um der 10. Armee den Rückzug zu ermöglichen und um die Halbinsel von Brest vorbereitete Stellungen einzunehmen. Der französische de-facto Kriegsminister General Charles de Gaulle besuchte am 12. Juni Rennes, um den Fortschritt der Arbeiten an den Verteidigungsstellungen zu begutachten. Er berichtete, dass Quimper ein günstiger Ort für den Rückzug der Regierung sei, da man von dort aus leicht mit dem Schiff nach England oder Afrika gelangen könne; die Aussicht, eine Bastion in der Bretagne aufrechtzuerhalten, sei nicht gegeben.
Der britische Premierminister Winston Churchill besuchte Frankreich zum letzten Mal am 13. Juni, traf sich mit Reynaud und stimmte dem Rückzug zu. Brooke traf sich am 14. Juni mit Weygand in Briare, wo man sich einig war, dass eine Verteidigung aussichtslos sei, aber der Wille der zivilen Führung respektiert werden müsse. Ohne die Unterstützung der 52nd (Lowland) Division an der linken Flanke wurde die 10. Armee von der Bretagne abgeschnitten, als zwei deutsche Divisionen die Halbinsel zuerst erreichten und die Franzosen zum Rückzug nach Süden zur Loire zwangen. Französische Truppen, die sich bereits in der Gegend befanden, konnten sich der französischen Hauptstreitmacht anschließen.

## Evakuierungen

### Cherbourg und Saint-Malo

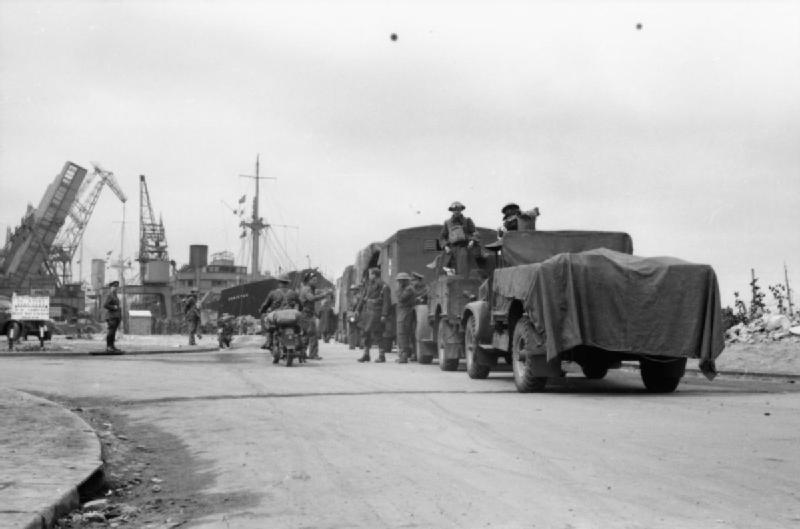
Motorisierte Einheiten der BEF warten auf die Verladung in Cherbourg

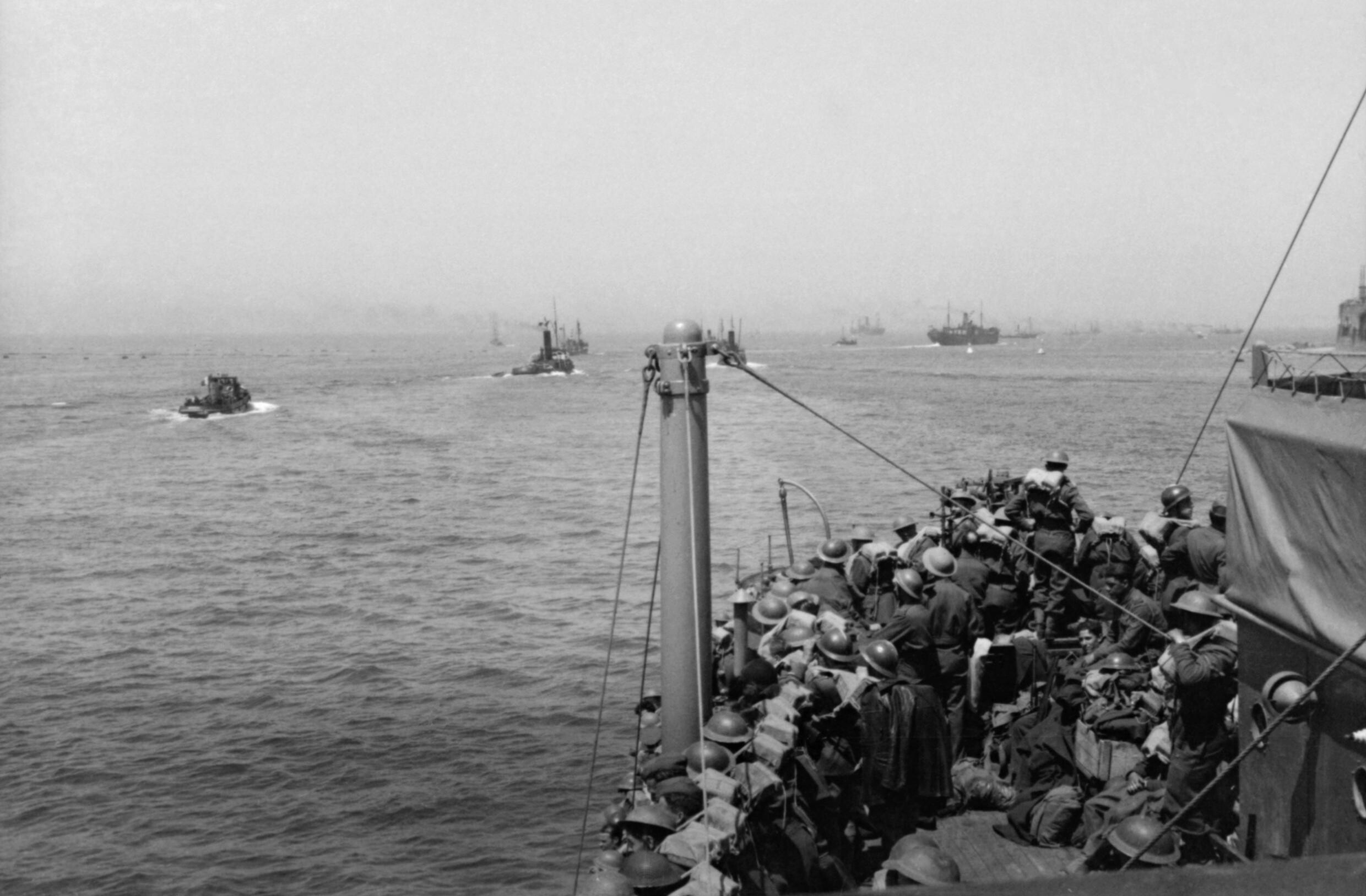
Britische und französische Truppen auf dem Weg von Cherbourg nach Southampton, 13. Juni 1940

Das britische Oberkommando zögerte zunächst, die Notwendigkeit einer Evakuierung zu akzeptieren. Am 15. Juni wurde Alan Brooke mitgeteilt, dass „aus politischen Gründen“ die beiden Brigaden der 52. Division nicht von Cherbourg aus eingeschifft werden könnten. Auf seine Vorhaltung, „wertvolle Stunden“ würden verschwendet, erhielt er die Erlaubnis, die Artilleristen einzuschiffen, nicht aber die Infanterie. Das Gros der 52nd Lowland Division und die Reste der 1st Armoured Division schifften sich vom 15. bis 17. Juni ein. Die improvisierten Verbände aus dem Raum Le Mans und der Normandie verließen am Abend des 17. Juni französischen Boden, und ein Nachhut-Bataillon wurde am Nachmittag des 18. Juni evakuiert. Insgesamt wurden 30.630 Mann aus Cherbourg nach Südengland abtransportiert. In Saint-Malo wurden vom 17. bis 18. Juni 21.474 Mann, größtenteils von der 1. kanadischen Division, evakuiert. Es kam zu keinen Verlusten.

### Brest

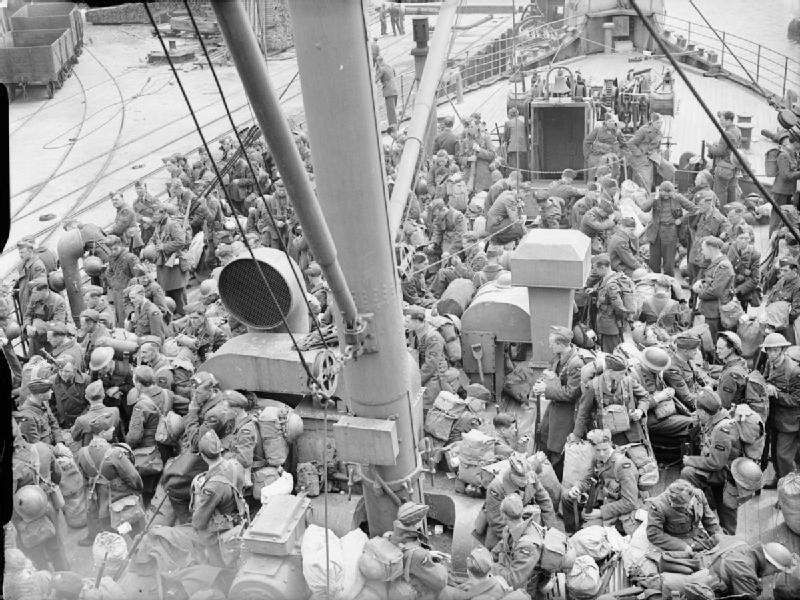
Angehörige der RAF an Bord eines Brest auslaufenden Schiffs

Was Brest betraf, wurde vom Kabinett in London Dringlichkeit verlangt; die Evakuierung wurde schnell durchgeführt, was zu einiger Verwirrung führte. Geschütze und Fahrzeuge, die hätten verladen werden können, wurden unnötig zerstört. Es war bekannt, dass die Wehrmacht in Paris war und nach Süden vorrückte. Informationen über die deutschen Fortschritte waren allerdings ungenau und bestanden hauptsächlich aus Gerüchten. Die Schiffe, darunter die Arandora Star, Strathaird und Otranto, transportierten vom 16. bis 17. Juni 28.145 Briten und 4.439 Alliierte, hauptsächlich RAF-Bodenpersonal. Schiffe, die noch über Kapazität verfügten, wurden nach Saint-Nazaire geleitet, und die Franzosen zerstörten die Hafenanlagen von Brest mit Hilfe eines britischen Sprengkommandos. Auch die französischen Schiffe liefen mit Kurs Südengland aus, und am 19. Juni wurde das Sprengkommando an Bord von HMS Broke genommen, womit Brest militärisch aufgegeben war.

### Saint-Nazaire und Nantes
Die Operationen bei Saint-Nazaire an der Loire-Mündung und 80 km flussaufwärts in Nantes fanden gleichzeitig statt. Unklare und widersprüchliche Informationen ließen die Marine glauben, dass 40.000 bis 60.000 Mann auf dem Weg nach Nantes seien. Man wusste aber nicht, wann sie ankommen würden. Um so viele Männer zu transportieren, wurden die Zerstörer Havelock, Wolverine und Beagle sowie die Transporter Georgic, Duchess of York, Franconia, Lancastria, die polnischen Passagierschiffe Batory und Sobieski und mehrere Frachtschiffe zusammengezogen.
Die Schiffe mussten trotz fehlender U-Boot-Abwehr in der Bucht von Quiberon ankern, 32 km nordwestlich der Loire-Mündung. Die Evakuierung begann am 16. Juni, als 16.000 Soldaten auf der Georgic, der Duchess of York und den beiden polnischen Schiffen in Richtung Heimat aufbrachen. Deutsche Bomber griffen die Bucht an, konnten aber nur die Franconia beschädigen. Die Verladung der Ausrüstung wurde über Nacht fortgesetzt und weitere Schiffe aus England und Brest trafen ein, zusammen mit zwei weiteren Zerstörern, Highlander und Vanoc. Jagdflugzeuge der RAF flogen bis zu sechs Einsätze pro Tag.

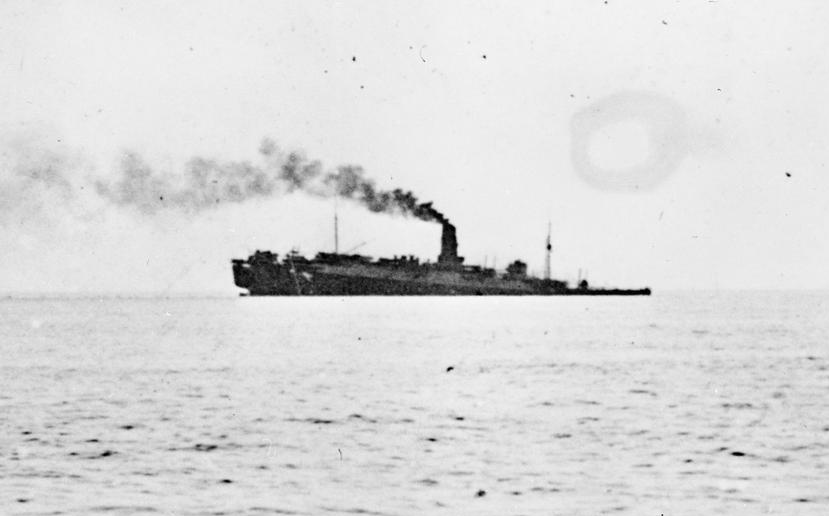
Untergang der Lancastria vor Saint-Nazaire

Am 17. Juni war unter der Armada vor Saint-Nazaire das größte Schiff die mit 16.243 BRT vermessene Lancastria. Normalerweise durfte diese bis zu 1.700 Passagiere und 375 Besatzungsmitglieder an Bord haben. Die Evakuierung kannte solche Beschränkungen nicht. Vor Anker liegend wurde das Schiff mit bereits über 6.000 Menschen an Bord von Kampfflugzeugen des Typs Junkers Ju 88 des deutschen Kampfgeschwaders 30 angegriffen und zum Untergang gebracht. Knapp 2.500 Menschen konnten gerettet werden, während mehr als 3.500 Männer, Frauen und Kinder zu Tode kamen.
Die letzten 4.000 britischen Soldaten verließen Frankreich am 18. Juni um 11:00 Uhr in zwei Konvois, die aus 12 kleinen Handelsschiffen bestanden und Kurs auf Plymouth nahmen. Ein Großteil der Ausrüstung wurde zurückgelassen, nachdem alarmierende Berichte zum überstürzten Ablegen der Konvois führten. Am Nachmittag war zu hören, dass sich 8.000 polnische Soldaten dem Hafen näherten. Sechs Zerstörer und sieben Truppentransporter wurden erneut nach Saint-Nazaire geschickt und trafen am 19. Juni ein. Sie fanden jedoch nur 2.000 Mann vor, und diese wurden nicht unmittelbar von der Wehrmacht bedrängt. Unbrauchbare Hurricane Flugzeuge wurden zerstört. Die Nachhut brach wenige Stunden vor dem Eintreffen deutscher Panzer mit Transportflugzeugen auf.

### La Pallice
In La Pallice, dem Handels- und Tiefwasserhafen von La Rochelle, traf am 16. Juni ein Zerstörer der Royal Navy ein, und die Evakuierung begann am nächsten Tag. Für 10.000 Mann wurden Schiffe im Hafen requiriert. Am 18. Juni lief der Transport mit Kurs auf Südengland aus, am 19. Juni erfolgte ein weiterer Transport für rund 4.000 polnische Soldaten und am 20. Juni wurde nochmals nach Verbliebenen gesucht. Die britischen Truppen in Frankreich waren fast vollständig evakuiert, jedoch warteten noch polnische und tschechoslowakische Truppen, Botschafts- und Konsulatsmitarbeiter, auch britische und andere Zivilisten auf die Möglichkeit, sich dem deutschen Zugriff zu entziehen.

### Andere Atlantikhäfen

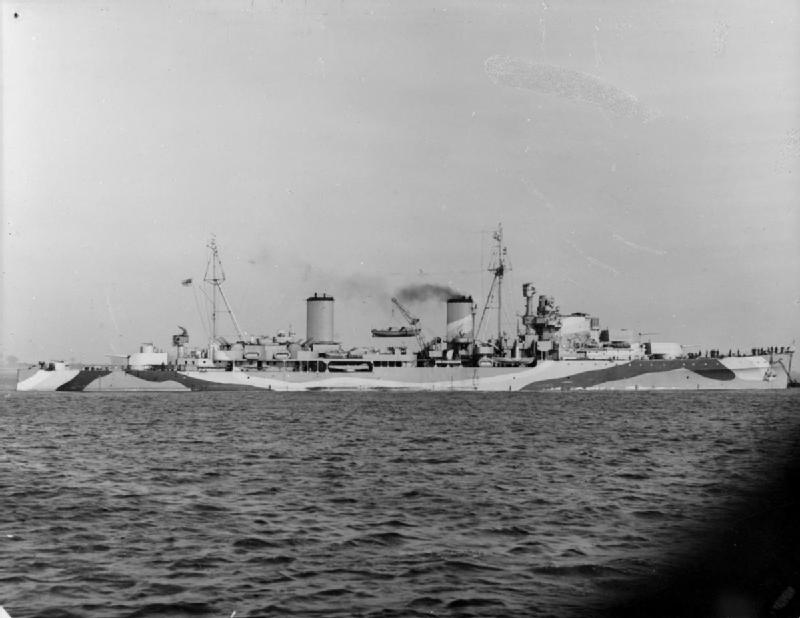
HMS Arethusa

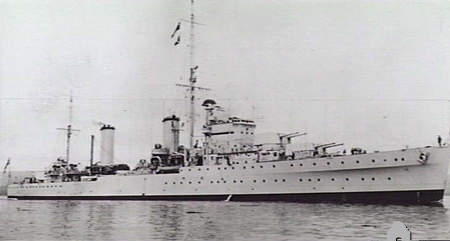
HMS Galatea

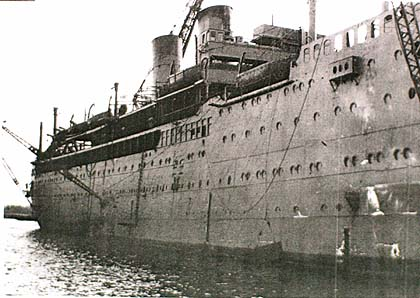
Arandora Star 1940 im Dienst der Royal Navy

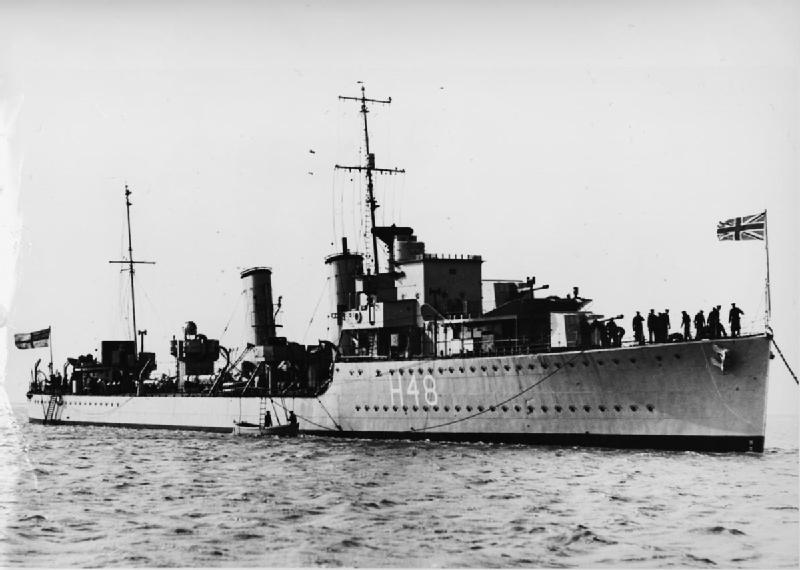
HMCS Fraser

Bordeaux und Le Verdon-sur-Mer an der Garonne, Bayonne am Zusammenfluss von Nive und Adour sowie Saint-Jean-de-Luz nahe der Grenze zu Spanien sind Häfen an der Biskaya, die ebenfalls im Rahmen der Operation Aerial genutzt wurden.
Die HMS Arethusa wurde am 16. Juni vor Bordeaux stationiert, um die Funkkommunikation sicherzustellen. Ab dem 17. Juni stachen britische und alliierte Schiffe mit polnischen und tschechoslowakischen Truppen und Zivilisten mit Kurs England in See. Die HMS Berkeley war der französischen Regierung zur Verfügung gestellt worden und evakuierte am 19. Juni verbliebenes britisches Konsularpersonal aus Bordeaux. Die Berkeley wurde durch den Kreuzer HMS Galatea ersetzt und verlegte mit den hochrangigen Passagieren nach England.
In Le Verdon und Bayonne nahmen am 19. Juni die polnischen Schiffe Batory und Sobieski etwa 9.000 polnische Soldaten an Bord. Die britischen Dampfer Ettrick und Arandora Star nahmen jeden, den sie noch finden konnten, an Bord und liefen am 20. Juni nach Saint-Jean-de-Luz aus. Die Evakuierung dort endete offiziell am 25. Juni um 14:00 Uhr, kurz nach der im Waffenstillstandsabkommen festgelegten Frist. Als letzte liefen die mit Truppen und Zivilisten beladenen Frachtdampfer Baron Kinnaird, Baron Nairn und Kelso aus.
Am letzten Tag der Operation wurde der kanadische Zerstörer Fraser in der Gironde-Mündung versehentlich vom Flak-Kreuzer Calcutta gerammt und sank unter Verlust vieler Menschenleben.

## Bilanz
Im Jahr 1953 veröffentlichte Zahlen besagten, dass bis zum Ende der inoffiziellen Evakuierungen am 14. August nach der Rettung von 366.162 Männern in der Operation Dynamo weitere 191.870 Menschen in der Operation Aerial und den darauf noch folgenden Aktionen vor allem im Mittelmeer evakuiert worden waren; insgesamt 558.032 Personen, von denen 368.491 britische Truppen waren. Später wurde herausgefunden und zusammengestellt, dass viele Zivilisten aus den französischen Atlantik- und Mittelmeerhäfen über Gibraltar nach England geflohen waren und dass 22.656 weitere Zivilisten vom 19. bis 23. Juni die Kanalinseln in Richtung Großbritannien verließen.
Zahlen von 368.491 britischen, 189.541 anderen alliierten Truppen und 30.000 bis 40.000 evakuierten Zivilisten gelten als gesichert. Obwohl viel Ausrüstung verloren ging, konnten 322 Geschütze, 4.739 Fahrzeuge, 533 Motorräder, 32.821 t Munition, 33.591 t Vorräte, 1.088 t Treibstoff, 13 leichte Panzer und 9 Kampfpanzer während der Operation Aerial und den früheren Evakuierungen gesichert werden.